# Parey-Saint-Césaire
Parey-Saint-Césaire è un comune francese di 225 abitanti situato nel dipartimento della Meurthe e Mosella nella regione del Grand Est.

## Società

### Evoluzione demografica
Abitanti censiti